# Can Camps (Bellcaire)
Can Camps és un edifici civil al municipi de Bellcaire d'Empordà (Baix Empordà). Es tracta d'un casal, catalogat a l'Inventari del Patrimoni Arquitectònic de Catalunya, de dues plantes i golfes amb façana al carrer Major i eixida amb pati clos posterior. Hi destaca la façana principal amb portada gran, d'arc de mig punt amb grans dovelles, formant conjunt amb la finestra superior, rectangular, decorada amb motllures a la llinda, muntants i ampit; prominent guardapols incurvat i mènsules als extrems on es representen dos caps humans i rosetes, esculpits en baix relleu. Aquestes obertures són fetes amb pedra calcària del massís del Montgrí, ben tallada i allisada, com altres finestres molt més simples, amb llinda i ampits destacats. Aquesta façana i els altres murs perimetrals visibles són arrebossats. A la part posterior de l'edifici hi ha dependències i una torreta, afegits al segle xix o inicis del XX. A l'interior els baixos són coberts amb voltes de pedra morterada; al pis hi destaca l'àmplia sala major.
A la vila de Bellcaire hi ha nombroses façanes del s. XVI amb obertures que presenten decoració renaixentista, semblants a la descrita. Fan pensar en la molt probable actuació d'un grup reduït -o d'una nissaga- de mestres de cases en aquesta rodalia, ja que el mateix tipus de casals i decoració apareixen també als pobles veïns d'Albons, Tor (La Tallada d'Empordà) i Viladamat. Al mateix carrer Major, a pocs metres de Can Camps, a l'altre costat del vial hi ha una casa amb façana -conjunt portal -adovellat i finestral- pràcticament idèntica ala descrita (fitxa a part). La casa Saguer i una altra de propera, ambdues al carrer de Sant Joan, darrere el castell de Bellcaire, són datades el 1581 i el 1561, respectivament.